# Tougher Than Leather (film)
Tougher Than Leather è un film distribuito dalla New Line Cinema, con i membri del gruppo hip hop Run DMC come protagonisti. La pellicola è uscita nel 1988, un anno dopo l'album omonimo della band newyorchese.

## Trama
I Run DMC, dopo essere venuti a sapere che il loro amico Runny Ray (Raymond White) è stato assassinato dopo aver assistito ad un omicidio legato alla droga, decidono di investigare.

## Curiosità
- Il primo contattato per il ruolo di regista fu Spike Lee, dopo che Russell Simmons vide School Daze. Lee rifiutò educatamente l'offerta e girò Fa' la cosa giusta, che ebbe un successo molto maggiore.[1]